# Zamek w Gniewie

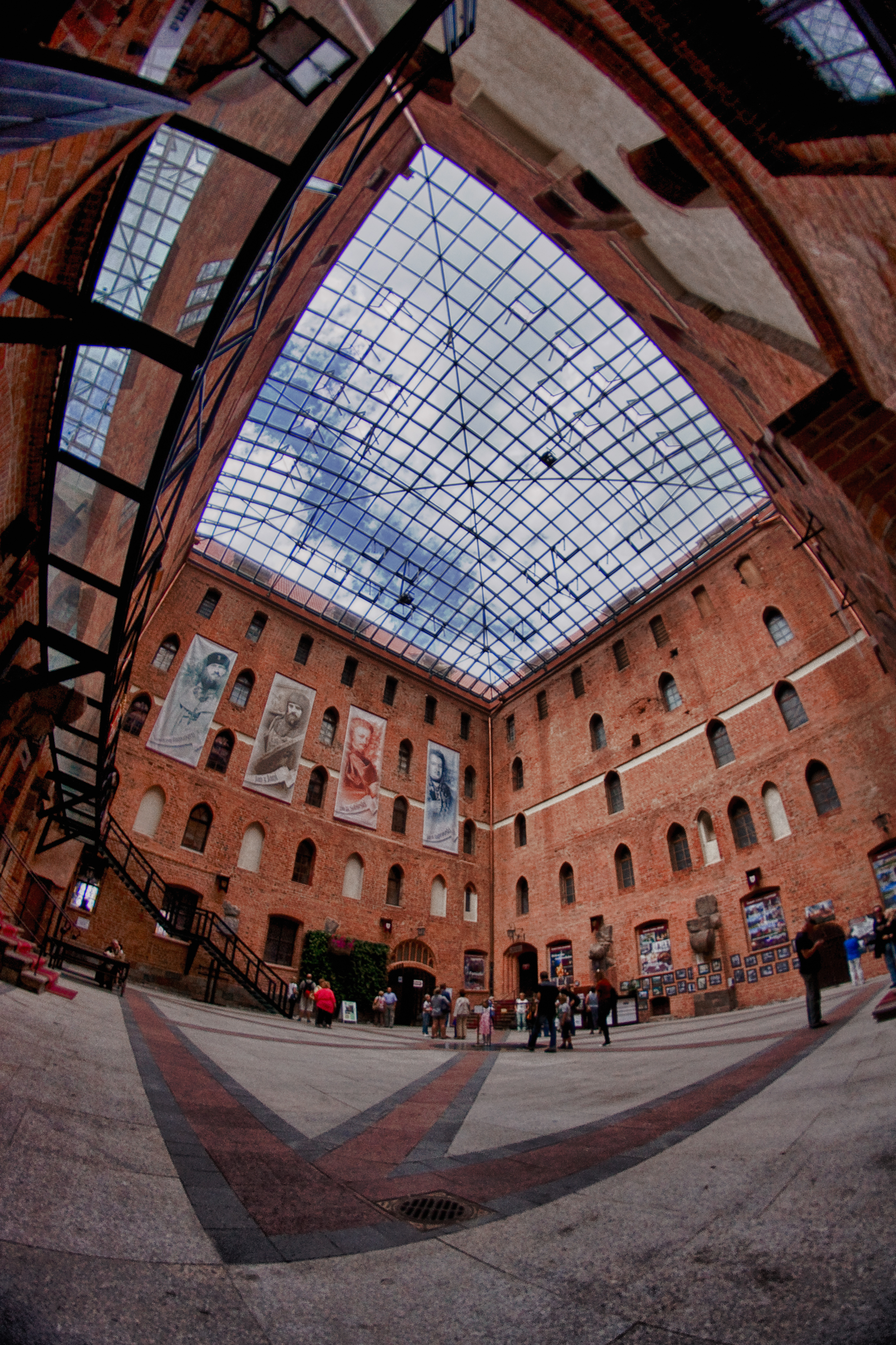
Dziedziniec zamkowy (Atrium)

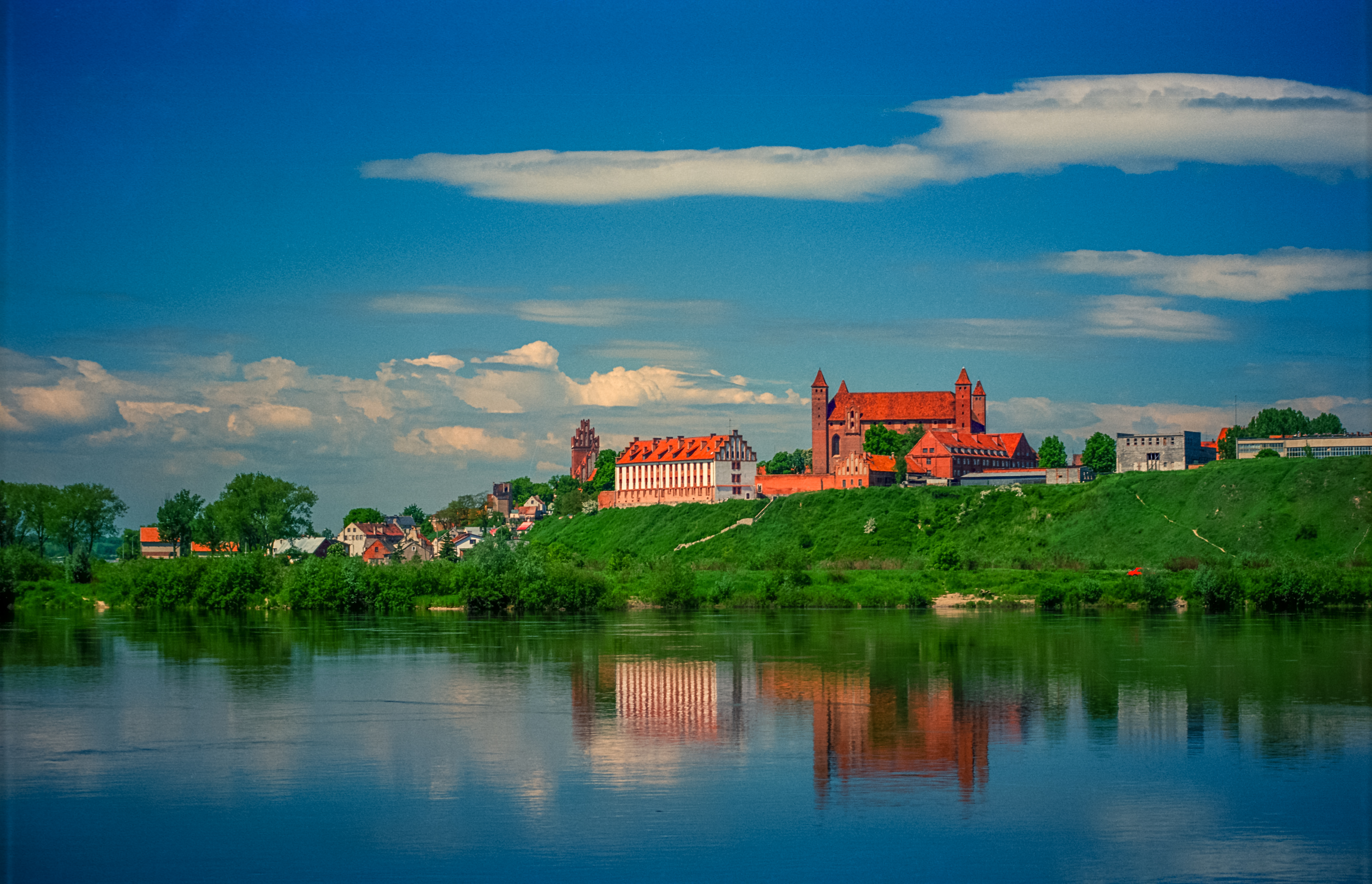
Widok zamku z brzegu Wisły

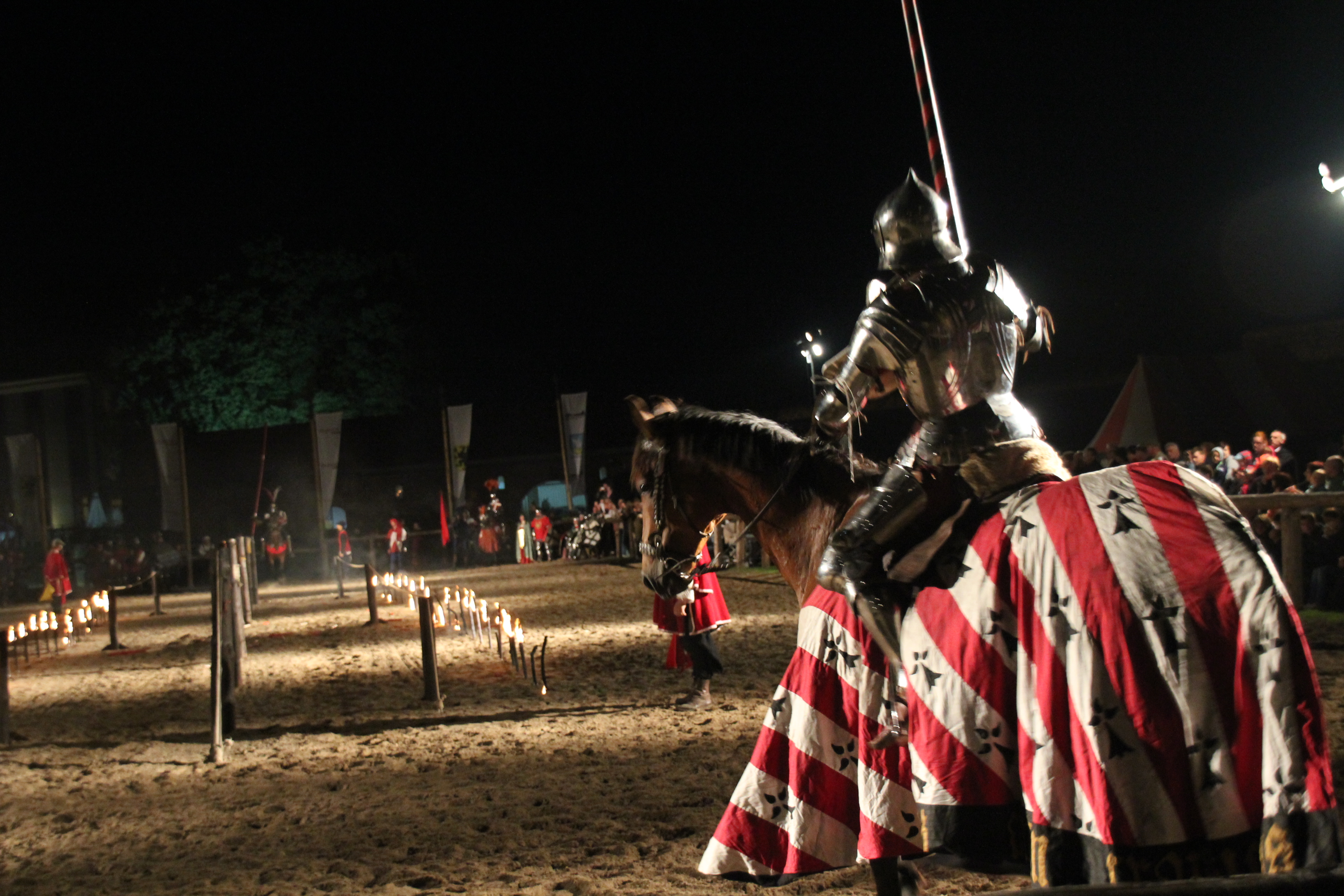
Turniej Złotej Róży na zamku w 2011 roku

Zamek w Gniewie – zamek zbudowany przez Zakon krzyżacki na planie czworoboku w końcu XIII i na początku XIV w. na lewym brzegu Wisły i rozbudowany w XIV i XV w., następnie od połowy wieku XV do 1772 siedziba polskich starostów, w 1664 należał do starostwa gniewskiego.

## Historia

### Okres krzyżacki (koniec XIII - 1464)
Zamek w Gniewie rozpoczęto budować po 1290 od budowy czworobocznego muru. Po zakończeniu trwającej 40 lat budowy był to, obok zamku w Człuchowie i zamku w Gdańsku, najpotężniejszy zamek krzyżaków na lewym brzegu Wisły, pełniąc rolę siedziby komtura gniewskiego. Zamek składał się z czterech skrzydeł zamykających wewnętrzny kwadratowy dziedziniec. W trzech narożnikach zbudowano niewielkie wieżyczki, a w czwartym masywną wieżę główną. W połowie XV w. zamek przebudowano, zamurowując dawną bramę wjazdową i budując nową od wschodu, a także powiększono kaplicę. Podczas Wielkiej wojny zamek został zajęty w 1410 przez polskich rycerzy pod dowództwem kasztelana Pawła z Wszeradowa, który odbudowywał go przez kilka miesięcy. W trakcie wojny trzynastoletniej pomiędzy Królestwem Polskim i Zakonem Krzyżackim, w 1454 zamek został zdobyty przez okoliczne rycerstwo należące do Związku Pruskiego. Zamek w trakcie oblężenia częściowo spłonął, a jego komendantem został z nominacji króla Kazimierza Jagiellończyka rycerz Jan z Jani. Jeszcze w tym samym roku zamek odzyskali krzyżacy. Od lipca 1463 był oblegany przez wojska Piotra Dunina. Na odsiecz oblężonym ruszyli krzyżacy czego efektem była, wygrana dla Polski Bitwa na Zalewie Wiślanym. Zamek w Gniewie skapitulował przed wojskami królewskimi 1 stycznia 1464.

### Okres starostów polskich (lata 1464-1772)
Na mocy II pokoju toruńskiego został włączony do Polski i stał się siedzibą polskich starostów. Dzięki Karolowi Górskiemu wiemy, że w latach 1466 -1472 pierwszym starostą Gniewa był Jakub Kostka herbu Dąbrowa, syn Nawoja Kostki. W 1623 na zamku przebywał król Zygmunt III Waza. W 1565 przeprowadzono prace remontowe. W 1625 zamek na dwa lata zajęły wojska szwedzkie. W 1655 podczas potopu zamek na krótko zajęły wojska szwedzkie. W 1657 na zamku z rozkazu hetmana Jerzego Lubomirskiego przetrzymywano jeńców szwedzkich.
W drugiej połowie XVII w. starostą gniewskim był Jan Sobieski, który jeszcze zanim został królem, zbudował na Podzamczu nowy barokowy budynek dla swojej żony Marii Kazimiery.
Po I rozbiorze w 1772 zamek trafił w ręce Prusaków.

### Okres pruski (lata 1772-1920)
Wielokrotnie zmieniał swą funkcję, służąc m.in. za spichlerz (w tym celu przebudowany w XVIII w.). Ponownie został przebudowany w latach 1855–1859, gdy rozebrano dużą czworoboczną wieżę w narożu wschodnim i zastąpiono ją wieżyczką, zburzono gdanisko, zasypano fosy i przebito nowe otwory okienne, zmieniając tym wygląd zewnętrzny zamku.

### Zamek po 1920 roku
Po I wojnie światowej, w 1920 Gniew wrócił do Polski. Zamek został poważnie zniszczony w pożarze w 1921 r. Po 1939 niemieckie władze okupacyjne urządziły na terenie zamku więzienie dla Polaków. Odbudowa zabytku, w trakcie której przywrócono częściowo wygląd zamku z czasów średniowiecza, rozpoczęła się w latach 1968–1974. Jej sponsorem były Zakłady Mechanizmów Okrętowych „FAMA”. W 1991 wraz z grupą wolontariuszy oraz kadrą Miejsko-Gminnego Ośrodka Kultury w Gniewie (MGOK-u) ówczesny dyrektor - Jarosław Struczyński podjął działania zmierzające do odbudowy oraz ożywienia kulturalnego i turystycznego ruin Zamku w Gniewie. Po uporządkowaniu zamkowych ruin uruchomiona została pierwsza trasa turystyczna. W tym samym roku Struczyński zainicjował powstanie chóru gregoriańskiego „Schola Canturum Gymevensis”. W 1992, wspólnie z Muzeum Archeologicznym w Gdańsku, w oparciu o roboty publiczne organizowane przez Urząd Miasta i Gminy w Gniewie, rozpoczął kolejny  etap odbudowy Zamku, co umożliwiło organizację licznych imprez kulturalnych i turystycznych (Turniej Rycerski Króla Jana III, Międzynarodowy Pokaz Kucia Artystycznego, Festiwal Kultury Średniowiecznej oraz liczne spektakle i  widowiska historyczne). Zainicjował powstanie  grup rekonstrukcji historycznej: Stowarzyszenie „Bractwo Rycerskie Zamku Gniewskiego”(1993), Stowarzyszenie „Konfraternia Świętego Wojciecha”(2000), Żółty Regiment Piechoty Gustawa II Adolfa (2001), chorągiew husarską marszałka województwa pomorskiego, w której pełnił funkcję porucznika (2004), Rycerze Gniewu ( 2011).  W 1994 rozpoczął współpracę z francuskim Stowarzyszeniem ”Les Compagnons du Tour de France”, wspierającym odbudowę zamku i kształcących gniewskich rzemieślników w zawodach budowlanych.  W 1997 współorganizował Kapitułę Rycerstwa Polskiego. W latach 1998–2001 współorganizował inscenizację Bitwy pod Grunwaldem, w której od 1998 odgrywa postać wielkiego mistrza Ulricha von Jungingen. Od 2001 na terenie zamku corocznie w sierpniu organizowana jest inscenizacja bitwy stoczonej pod Gniewem w dniach 22-29 sierpnia 1626, w czasie tzw. wojny o ujście Wisły, pomiędzy wojskami dwóch kuzynów - Gustawa Adolfa Wazy, króla Szwecji i Zygmunta III Wazy, króla polskiego. 
W 2010 właścicielem zamku została firma Polmlek. Obecnie na zamku odbywają się turnieje rycerskie, pokazy kowalstwa artystycznego, kolonie tematyczne i inne imprezy. Liczne komnaty zostały zaadaptowane na apartamenty hotelowe.
W 2013 tuż przy zamku w stronę Wisły powstało śmigłowcowe lądowisko Zamek Gniew.